# 찰스 M. 슐츠
찰스 먼로 슐츠(Charles Monroe Schulz, 1922년 11월 26일 ~ 2000년 2월 12일)는 《피너츠》 시리즈로 유명한 미국의 만화가이다. 슐츠는 미네소타주 미니애폴리스에서 태어나 세인트폴에서 자랐으며, 제2차 세계 대전에 참전했다. 군복무 당시 슐츠는 강아지가 다칠까봐서 포격을 하지 않을 정도로 마음이 여리고 순수한 군인이었다.
1950년 10월 2일부터 대장암으로 별세한 다음 날인 2000년 2월 13일까지 일간지에 《피너츠》를 문하생을 두지 않고 스스로 작품을 그려서 연재하였다. 《피너츠》 연재당시 스누피 강아지를 빼자는 의견이 있었으나 작가의 고집으로 계속 실릴 수 있었다.

## 생애

### 만화공부
찰스 먼로 슐츠는 1922년 11월 26일에 미니애폴리스에서 태어났다. 슐츠는 세인트폴에서 자라났다. 외동아이였던 그는 부모 모두와 가까운 사이였으며, 일요판 신문을 매주 네 가지나 사 보았던 아버지를 통해 미래의 진로에 대한 꿈을 키워갔다. 학업성적이 좋았던 슐츠는 일찌감치 두 학년을 월반했지만, 고등학교에 들어가서는 부진에 빠졌다. 슐츠는 스포츠를 좋아했지만, 혼자서 할 수 있는 취미활동에 위안을 찾기도 했다. 독서, 그림 그리기, 영화 관람 등. 만화잡지와 빅 리틀 북 시리즈를 사 보았고 신문 연재만화를 탐독했으며, 그중 가장 마음에 드는 것을 베껴 그렸다. 《벅 로저스》, 월트 디즈니의 캐릭터들, 《뽀빠이》와 《팀 타일러의 행운》 등. 그는 곧 이 분야의 전문가가 되었다. 밀턴 캐니프, 로이 크레인, 할 포스트, 알렉스 레이먼드와 같은 만화가들이 그의 영웅이었다.
고등학교 졸업반 무렵, 슐츠의 어머니는 지역 신문에서 국립 통신학교의 강좌 광고를 보았다. 슐츠는 자격시험을 통과했고 강좌 과정을 수료한 뒤, 얼마 동안 자신이 그린 개그 만화를 잡지에 팔려고 했으나, 뜻을 이룸을 하진 못했다. 최초로 지면에 실린 슐츠의 그림은 반려견인 스파이크를 스케치한 그림으로 1937년 《리플리의 믿거나 말거나》의 간행물에 수록되었다.

### 미술학교
제2차 세계대전이 끝나자 슐츠는 군에서 퇴역했고, 당시의 여러 잡지에 개그 만화를 투고하기 시작했다. 하지만 그의 경력은 만화가로서가 아니라 잡지 《불멸의 주제들》의 편집자에게 고용되어 모험 만화의 식자 작업을 하는 것으로 시작되었다. 얼마 지나지 않아 그는 모교인 미술교육학교에 고용되었고, 우편을 통해 수강생들의 과제를 검사하는 일을 하게 되었다. 1947년과 1950년 사이 그는 잡지 《새터데이 이브닝 포스트》에 만화 17점을 판매했다. 또한 지역 신문인 《세인트폴 파이어니어 프레스》에 《꼬마 친구들》을 연재했다. 이 만화는 신문의 여성란에 실렸으며, 원고료는 주당 10달러였다. 2년간 이 만화를 쓰고 그린 후 슐츠는 만화를 더 나은 위치에 실어주거나 일간 연대로 바꿔달라고, 또 원고료를 인상해달라고 신문사 측에 요청했다. 세 가지 모두 거절당하자 그는 연재를 중단하기로 결정했다. 슐츠는 신문사에 만화를 배급하는 통신사에 자신의 작품을 보내기 시작했다.
1950년 봄에 그는 유나이티드 픽쳐스 신디케이트로부터 편지를 받았다. 그가 보낸 만화 《꼬마 친구들》에 관심이 있다는 내용이었다. 6월에 슐츠는 기차로 뉴욕 시에 입성했다. 1컷 만화보다 코믹 스트립에 관심이 많았던 그는 새로운 만화의 1회 연재분을 그려서 가져갔고, 계약에 성공했다. 이 만화가 바로 《피너츠》다. 다만 통신사 측에서 지어준 이 제목을 슐츠는 죽은 날까지 혐오했다. 《피너츠》의 첫 일간 연재분은 1950년 10월 2일에, 첫 일요판 연재분은 1952년 1월 6일에 지면 발표되었다. 슐츠는 암 진단을 받고 1999년 연말에 《피너츠》 연재를 중단한다. 그는 2000년 2월 12일 사망했다. 벨런타인데이 이틀 전이자 그의 마지막 연재분이 지면에 실리기 전날이었다.